# 1678 w literaturze
Wydarzenia literackie w 1678 roku.

## Nowe książki
- polskie

## Zmarli
- Andrew Marvell, angielski poeta